# Campeonato Mundial de Patinaje Artístico sobre Hielo de 2001
El XCI Campeonato Mundial de Patinaje Artístico sobre Hielo se realizó en Vancouver (Canadá) entre el 17 y el 25 de marzo de 2001. Fue organizado por la Unión Internacional de Patinaje sobre Hielo (ISU) y la Federación Canadiense de Patinaje sobre Hielo. 
Las competiciones se efectuaron en el GM Place. Participaron en total 209 patinadores de 46 países.

## Resultados

### Masculino
| Puesto | Nombre           | País           | Puntos |
| ------ | ---------------- | -------------- | ------ |
| Oro    | Evgeni Plushenko | Rusia          | 2,0    |
| Plata  | Alexei Yagudin   | Rusia          | 5,2    |
| Bronce | Todd Eldredge    | Estados Unidos | 5,6    |

### Femenino
| Puesto | Nombre          | País           | Puntos |
| ------ | --------------- | -------------- | ------ |
| Oro    | Michelle Kwan   | Estados Unidos | 2,6    |
| Plata  | Irina Slutskaya | Rusia          | 3,0    |
| Bronce | Sarah Hughes    | Estados Unidos | 7,2    |

### Parejas
| Puesto | Nombre                                | País   | Puntos |
| ------ | ------------------------------------- | ------ | ------ |
| Oro    | Jamie Sale / David Pelletier          | Canadá | 2,5    |
| Plata  | Elena Berezhnaya / Anton Sikharulidze | Rusia  | 2,5    |
| Bronce | Xue Shen / Hongbo Zhao                | China  | 4,0    |

### Danza en hielo
| Puesto | Nombre                                  | País    | Puntos |
| ------ | --------------------------------------- | ------- | ------ |
| Oro    | Barbara Fusar Poli / Maurizio Margaglio | Italia  | 2,0    |
| Plata  | Marina Anissina / Gwendal Peizerat      | Francia | 3,6    |
| Bronce | Irina Lobacheva / Ilia Averbukh         | Rusia   | 5,8    |

## Medallero
| Núm. | País           | Oro | Plata | Bronce | Total |
| ---- | -------------- | --- | ----- | ------ | ----- |
| 1    | Rusia          | 1   | 3     | 1      | 5     |
| 2    | Estados Unidos | 1   | 0     | 2      | 3     |
| 3    | Canadá         | 1   | 0     | 0      | 1     |
| 3    | Italia         | 1   | 0     | 0      | 1     |
| 5    | Francia        | 0   | 1     | 0      | 1     |
| 6    | China          | 0   | 0     | 1      | 1     |
|      | TOTAL          | 4   | 4     | 4      | 12    |

| Predecesor: Francia 2000 | Campeonato Mundial de Patinaje Artístico sobre Hielo 2001 | Sucesor: Japón 2002 |

- Datos: Q1242282